# Металловидка кровохлёбковая
Металловидка кровохлебковая (лат. Diachrysia zosimi) — ночная бабочка из семейства совок.

## Описание
Средних размеров бабочка. Длина переднего крыла 16—19 мм. Размах крыльев 32—42 мм. Основной фон передних крыльев медно-зеленый, с голубоватым оттенком и сильно выраженным металлическим отливом. Передний и внешний края серого цвета с розовато-жёлтым оттенком. Поперечные полосы на крыльях светло-бурого цвета, выражены довольно слабо. Ближе к переднему краю крыла располагаются три светло-бурых пятна, каждое из которых очерчено тёмно-бурым. Окраска задних крыльев светло-бурая с лёгко выраженным затемнением по краю, такой же волнистой тонкой полосой ближе к центру и светлой бахромкой. Голова желтовато-серого цвета, грудь серая с зеленоватым оттенком. Брюшко желтовато-серого цвета с коричневыми пучками волосков на 2 и 3 сегментах.

## Ареал
От Западной Европы (исключая юго-запад, запад и север) по всей Палеарктике, включая Кавказ, Россия (европейская часть, Урал, Западная Сибирь, Восточная Сибирь, Дальний Восток), Монголия, Китай, Корея, Япония.

## Местообитание
Населяет смешанные и лиственные леса, разреженные участки старых лесов, сырые луга и опушки лесов.

## Биология
Развивается вероятно в 1 поколении. Лёт бабочек происходит в июне-августе. Бабочки активны в сумерках и ночью. Бабочки часто летают над цветущей растительностью. Гусеницы развиваются с июля до зимовки, а затем до мая. Гусеницы питаются листвой растений рода кровохлёбка, реже на других травянистых растениях семейства розоцветных. Окукливание в рыхлом белом коконе, который находится среди листьев кормового растения.

## Охрана
Вид включён в Красную книгу Республики Беларусь и Литвы.